# Swish Swish
Swish Swish – trzeci singel amerykańskiej piosenkarki Katy Perry z jej piątego albumu studyjnego, zatytułowanego Witness. Powstał przy gościnnym udziale amerykańskiej raperki Nicki Minaj. Singel został wydany 19 maja 2017 roku. Twórcami tekstu utworu są Katy Perry, Adam Dyment, Sarah Hudson, PJ Sledge, Onika Maraj oraz Brittany Hazzard, natomiast jego produkcją zajęli się Duke Dumont, PJ „Promnite” Sledge i Noah „Malibox” Passovoy.
„Swish Swish” jest utrzymany w stylu muzyki EDM i hip-hop. Piosenka posiada sampel z utworu „Star 69” (2001) nagranego przez brytyjskiego muzyka, DJ-a Fatboy Slima.
Media spekulowały, że tekst singla nawiązuje do Taylor Swift i jest odpowiedzią, dissem na jej utwór „Bad Blood” z 2015 roku. W talk-show The Late Late Show with James Corden poinformowała, że: „Ona [Taylor Swift] to zaczęła i nadszedł czas, aby ona również to zakończyła”. Aby promować utwór Katy Perry wykonała ją m.in. w programie Saturday Night Live.

## Teledysk
3 lipca 2017 roku ukazało się tzw. „lyric video” („teledysk tekstowy”), w którym wystąpiła Gretchen, brazylijska piosenkarka i osobowość telewizyjna. Dwa dni później, Perry ogłosiła konkurs pod nazwą „#SwishSwishChallenge” w celu wybrania tancerzy do oficjalnego teledysku piosenki. Teledysk do singla został opublikowany 24 sierpnia 2017 roku. W klipie wystąpili, m.in. Gaten Matarazzo, Jenna Ushkowitz, Rob Gronkowski, Molly Shannon i Terry Crews. W Polsce teledysk wywołał spore zainteresowanie z powodu wykorzystania wizerunku Stadionu Narodowego w Warszawie pokazanego na początku klipu.

## Lista utworów
- Digital download[10]

1. „Swish Swish” (featuring Nicki Minaj) – 4:02

- Digital download (Cheat Codes Remix)[11]

1. „Swish Swish” (Cheat Codes Remix) (featuring Nicki Minaj) – 3:01

- Digital download (Valentino Khan Remix)[12]

1. „Swish Swish” (Valentino Khan Remix) (featuring Nicki Minaj) – 3:20

- Digital download (Blonde Remix)[13]

1. „Swish Swish” (Blonde Remix) – 4:06

## Personel
Opracowano na podstawie materiału źródłowego.

- Katy Perry – autorka tekstu, wokal prowadzący
- Nicki Minaj – wokal, autorka tekstu
- Duke Dumont – autor tekstu, produkcja, syntezator, perkusja, programowanie
- PJ „Promnite” Sledge – autor tekstu, dodatkowy producent, keyboard
- Noah „Malibox” Passovoy – autor tekstu, dodatkowy producent, inżynier, producent wokalny, dodatkowe klawisze, programowanie
- Sarah Hudson – autorka tekstu
- Rachael Findlen – inżynier
- Zeke Mishanec –  asystent inżynierii dźwięku
- Aubry „Big Juice” Delaine – dodatkowe inżynierskie nagranie wokalne (Nicki Minaj)
- Iain Findlay – asystent inżynierii dźwięku (Nicki Minaj)
- Serban Ghenea – miksowanie
- John Hanes – inżynier miksowania
- Randy Merrill – mastering

## Notowania i certyfikaty
| Lista (2017)                          | Najwyższa pozycja |
| ------------------------------------- | ----------------- |
| Australia (Top 50 Singles)            | 22                |
| Austria (Ö3 Austria Top 40)           | 69                |
| Belgia (Ultratop 50 Singles, Walonia) | 14                |
| Czechy (Rádio – Top 100)              | 66                |
| Czechy (Singles Digitál – Top 100)    | 41                |
| Francja (Top Singles & Titres)        | 24                |
| Hiszpania (PROMUSICAE)                | 16                |
| Holandia (Dutch Top 40)               | 28                |
| Holandia (Single Top 100)             | 53                |
| Irlandia (Singles Chart)              | 28                |
| Kanada (Billboard Canadian Hot 100)   | 13                |
| Niemcy (Media Control Charts)         | 76                |
| Nowa Zelandia (RMNZ Heatseekers)      | 3                 |
| Polska (AirPlay – Top)                | 16                |
| Portugalia (AFP)                      | 45                |
| Słowacja (Singles Digitál – Top 100)  | 37                |
| Stany Zjednoczone (Hot 100)           | 46                |
| Szwajcaria (Singles Top 100)          | 46                |
| Szwecja (Sverigetopplistan)           | 53                |
| Węgry (Single (track) Top 40 lista)   | 17                |
| Wielka Brytania (UK Singles Chart)    | 19                |
| Włochy (FIMI)                         | 73                |

| Lista (2017)                        | Najwyższa pozycja |
| ----------------------------------- | ----------------- |
| Kanada (Billboard Canadian Hot 100) | 90                |

| Kraj                     | Certyfikat      |
| ------------------------ | --------------- |
| Francja (SNEP)           | złota płyta     |
| Kanada (Music Canada)    | platynowa płyta |
| Polska (ZPAV)            | platynowa płyta |
| Stany Zjednoczone (RIAA) | platynowa płyta |
| Wielka Brytania (BPI)    | platynowa płyta |
| Włochy (FIMI)            | złota płyta     |

## Historia wydania
| Region | Data             | Format                 | Wersja               | Wytwórnia | Źródło |
| ------ | ---------------- | ---------------------- | -------------------- | --------- | ------ |
| Świat  | 19 maja 2017     | Digital download       | Single               | Capitol   | [ 10 ] |
| Świat  | 30 czerwca 2017  | Digital download       | Cheat Codes Remix    | Capitol   | [ 11 ] |
| Świat  | 30 czerwca 2017  | Digital download       | Valentino Khan Remix | Capitol   | [ 12 ] |
| Świat  | 25 sierpnia 2017 | Digital download       | Blonde Remix         | Capitol   | [ 13 ] |
| Włochy | 22 września 2017 | Contemporary hit radio | Single               | Universal | [ 44 ] |